# 舍基可汗宫殿
舍基可汗宫殿是一個夏宮，位於阿塞拜然舍基的世界遺產，是舍基可汗的避暑勝地。它由穆罕默德·哈桑·汗於1797年建造。

## 历史
從1955年到1965年，在Niyazi Rzaev的監督下全面進行了修復工作。兩位才華橫溢的建築師Kamal Mamedbekov和Nikolai Utsyn參與了這項工作，創作了測量和修復圖。修復工場設在宮殿二樓的禮堂內，禮堂兩側的房間用於容納建築師。Mamedbekov 和 Utsyn 開發的圖紙構成了整個宮殿建築群修復項目的基礎。基於圖紙的修復工作委託給藝術家 F. Hajiyev 和 shabaka 大師 A. Rasulov。
該地點於2019年7月7日被列為世界遺產。